# هولبروک، داربی‌شر
هولبروک (به انگلیسی: Holbrook) یک روستا و محله مدنی در بریتانیا است که در دره امبر واقع شده‌است. هولبروک ۱٬۵۳۸ نفر جمعیت دارد.